# Farquharsonia rostrata
Farquharsonia rostrata är en tvåvingeart som beskrevs av Collin 1922. Farquharsonia rostrata ingår i släktet Farquharsonia och familjen gallmyggor. Inga underarter finns listade i Catalogue of Life.